# Мензурное фехтование

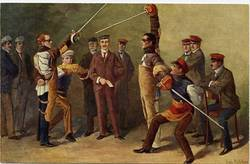
Мензурное фехтование

Мензурное фехтование (также мензура, студенческое фехтование) — проходящие по строгим правилам фехтовальные поединки на острых саблях-шлегерах между двумя представителями студенческих объединений в центральноевропейских государствах. Название происходит от термина «mensur», образованного, в свою очередь, от латинского «mensura» («размерность»), — с XVI века такие поединки проводятся со строго фиксированным допустимым расстоянием между противниками (ввиду чего поединки фактически проводились статично). В прошлом мензуры были широко распространены в Германии, Австрии, Швейцарии, а также в Бельгии, Польше и балтийских регионах: поединки — в зависимости от традиций конкретного университета — могли проводиться различными видами шлегеров. 

Целями мензурного поединка были только демонстрация фехтовального мастерства и испытание собственного мужества — они не были ни спортом, ни дуэлями, никогда не проводились для разрешения споров, не предполагали определения победителей и проигравших. Оба противника были одеты в плотные кожаные нагрудники, надёжно защищавшие тело, и специальные покрытые сеткой очки, исключавшие попадание оружием в глаза; незащищённым, таким образом, оставались только лица, и каждый из участников поединка как раз стремился поразить туда соперника, нанеся ему резаную рану; нанесение уколов в другие части тела, в отличие от спортивного фехтования, запрещено. После нанесения раны и появления крови поединок немедленно прекращался, при этом получивший рану не считался проигравшим.

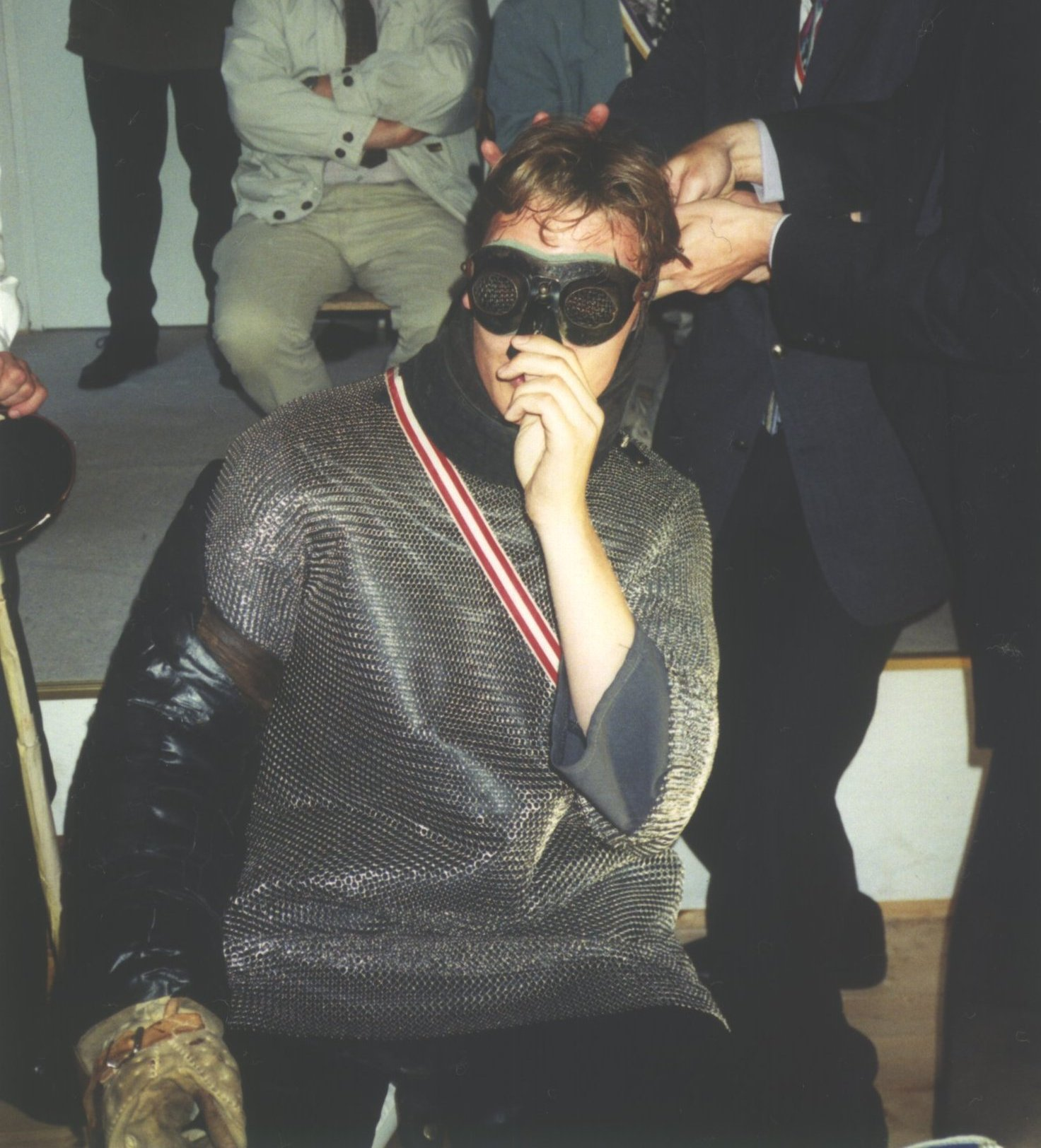
Защитная экипировка участника поединка: кольчуга и очки с наносником.

Подобно поединку, мензурное фехтование - это поединок мужчин, где важно не отступать и выдержать эту боевую ситуацию, несмотря на возможную травму, дисциплинированно и без внешних признаков страха. Тренировка мужества путем преодоления собственного страха является фактической целью, так что не ранение, а именно отступление воспринимается и оценивается как поражение.
Студенческие объединения, практикующие фехтования, особенно где фехтование является обязательным, рассматривают мензурное фехтование в качестве важной помощи в развитии личности. Так как в подготовке участник должен владеть чистой боевой техникой («Pauken») и тем самым развивать дисциплину и точность. При этом он должен мочь разобраться с ситуацией, которая воспринимается как угрожающая, преодолеть собственные страхи и спокойно противостоять им. 
В Германии мензурное фехтование до 1933 года, то есть до прихода к власти нацистов, законодательно никак не регулировалось. В 1933 году оно было запрещено, но вновь разрешено в 1953 году, хотя с этого времени (не только в Германии, но и в других странах) существует в значительно меньших масштабах, нежели до середины XX века. Поединки в современном мензурном фехтовании формально проходят по правилам, принятым в 1850 году, но сейчас часто предполагают полноценную защиту и для лиц соперников, исключающую возможность нанесения ран, а поединок прекращается после касания шлегером одного соперника лица другого.

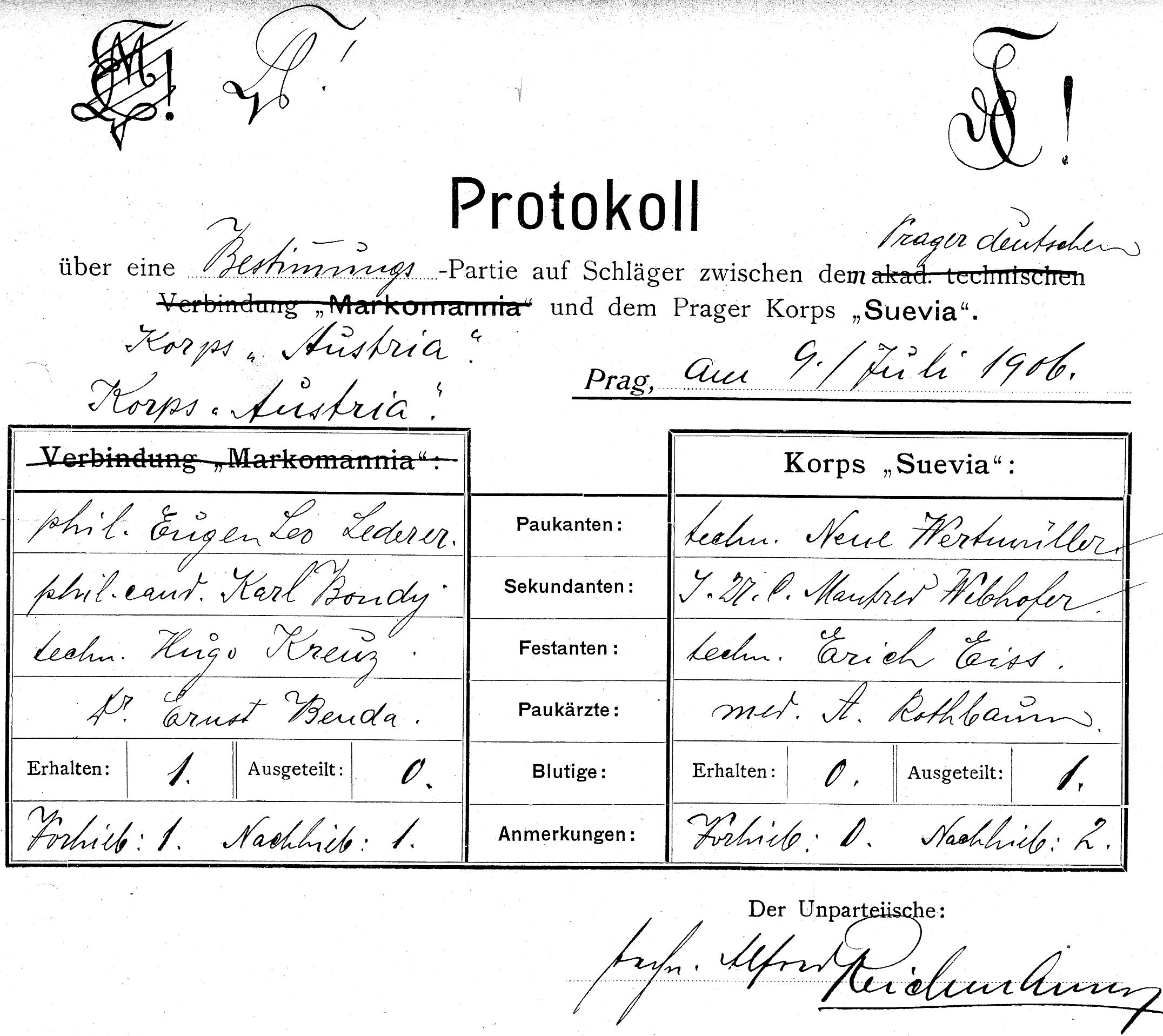
Протокол от 9. июля 1906

### Участники
- один беспристрастный (нем. Unparteiischer)
- два фехтующих (нем. Paukanten)
- два секунданта (нем. Sekundanten)
- два тестирующих (нем. Testanten)
- два протоколиста (нем. Protokollführer)
- два шлепфукса (нем. Schleppfüchse)
- два врача (нем. Paukärzte)